# Fúbelis
Fúbelis (em latim: Phoubelis) foi um notável laze do século VI, ativo durante o reinado do rei Gubazes II (r. 541–555). Foi mencionado em 548, quando, ao lado do general bizantino Dagisteu, emboscou um exército sassânida liderado pelo general Mermeroes.